# فيناي كومار (لاعب كريكت)
فيناي كومار (12 فبراير 1984 في الهند - ) هو لاعب كريكت هندي. شارك مع منتخب الهند الوطني للكريكت. أما مع النوادي، فقد لعب مع كلكتا نايت رايدرز ورويال تشالنجرز بنغالور ومومباي إنديانز وKarnataka cricket team ‏ وKochi Tuskers Kerala ‏.

## وصلات خارجية
- فيناي كومار على موقع إي آس بي آن كريك إنفو (الإنجليزية)
- فيناي كومار على موقع ويزدن الهند (الإنجليزية)